# Joseph Effner
Joseph Effner (4 février 1687, Dachau - 23 février 1745, Munich) est un architecte baroque bavarois.

## Biographie
Joseph Effner est le fils du jardinier de cour Christian Öffner. Effner accompagne l'électeur de Bavière Maximilien-Emmanuel à Bruxelles. En 1706, Effner suit une formation auprès de Germain Boffrand à Paris. Il change alors son nom de famille (Öffner) en « Effner ». En 1717, il est envoyé par l'électeur en Italie pour un voyage d'étude. De 1715 à 1726, Joseph Effner devient architecte à la cour de l'électeur. Il y introduit les idées françaises modernes en architecture à la cour de Munich. Après la mort d'Enrico Zuccalli, l'architecte en chef de la cour en 1724, ses compétences sont accrues. Avec l'accession au pouvoir de Charles-Albert en 1726, Effner est remplacé par son élève François de Cuvilliés l'Ancien. Il travaille alors dans l'administration. Il meurt à Munich en 1745.

## Réalisations principales

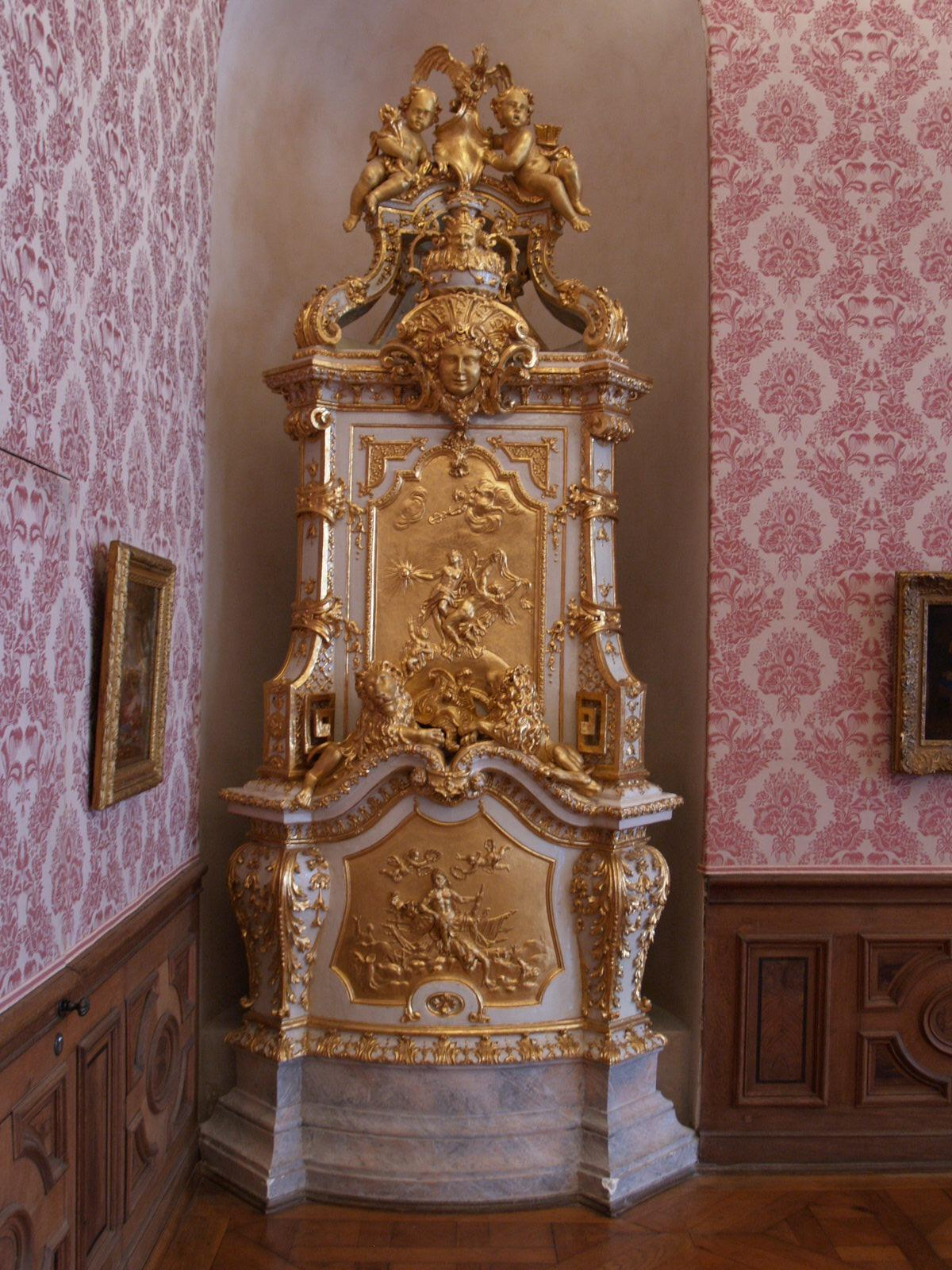
Poêle par Joseph Effner, Château de Schleissheim (vers 1720)

- Travaux au château de Dachau (1715–1717)
- Le château de Fürstenried à Munich (1715–1717)
- Agrandissement du parc et du château Nymphenburg avec la construction du Pagodenburg (1716–1719) et du Badenburg (1718–1721)
- Agrandissement du château de Schleissheim (1719–1726)
- Construction des Reiche Zimmer dans la résidence de Munich
- Palais Preysing à Munich (1723–1729)